# Mukai Tinggi
Mukai Tinggi is een bestuurslaag in het regentschap Kerinci van de provincie Jambi, Indonesië. Mukai Tinggi telt 1509 inwoners (volkstelling 2010).